# Großsteingräber bei Niendorf I
Die Großsteingräber bei Niendorf I waren eine Gruppe von 18 Grabanlagen der jungsteinzeitlichen Trichterbecherkultur nahe dem zur Gemeinde Römstedt gehörenden Ortsteil Niendorf I im Landkreis Uelzen (Niedersachsen). Die Gräber wurden sämtlich im 19. Jahrhundert zerstört. Sie waren ursprünglich Teil einer weitläufigen Nekropole, die außerdem noch mindestens 24 Gräber auf dem Gebiet der Gemeinde Altenmedingen umfasste. Eine Aufnahme der Anlagen erfolgte in den 1840er Jahren durch Georg Otto Carl von Estorff, wodurch für neun Gräber eine genauere Beschreibung vorliegt. Ernst Sprockhoff vergab in seinem Atlas der Megalithgräber Deutschlands acht von ihnen die Nummern 758–765.

## Lage

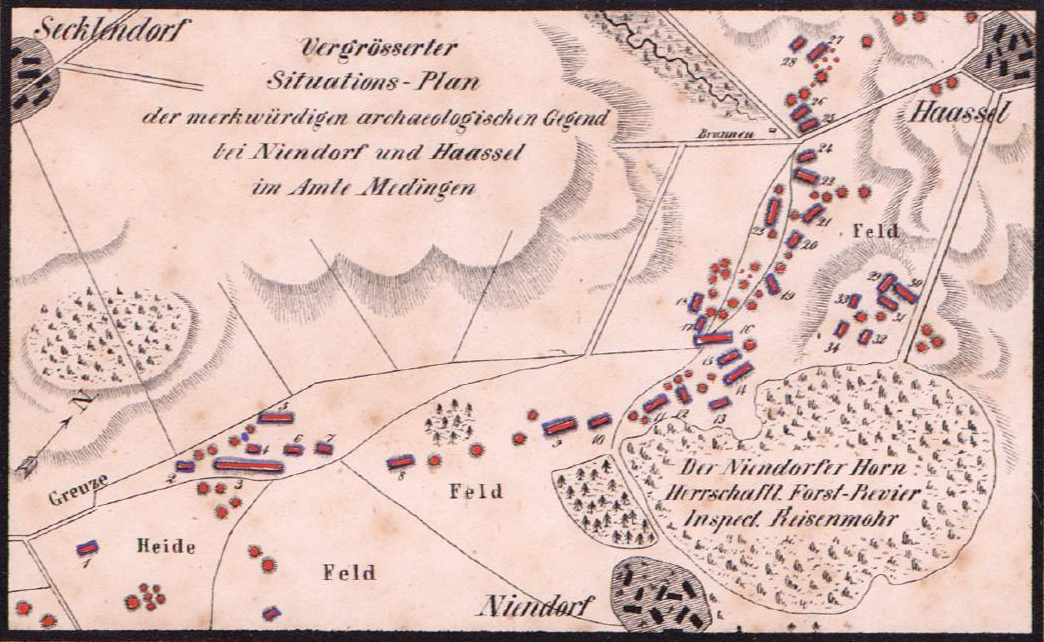
Plan der Nekropole zwischen Niendorf I und Haaßel nach von Estorff

Die in Niendorf I nachgewiesenen Gräber gliederten sich in drei Gruppen: Die erste und größte Gruppe umfasste ursprünglich 28 Großsteingräber und zahlreiche Grabhügel. Die Anlagen zogen sich in einer dichten Reihe von Niendorf I über den zu Altenmedingen gehörenden Wohnplatz Haaßel bis an den Ortsrand von Altenmedingen. 15 dieser Großsteingräber lagen auf dem Gebiet von Niendorf I, die restlichen 13 auf dem Gebiet von Altenmedingen (siehe hierzu Großsteingräber bei Altenmedingen). Darüber hinaus gab es noch zwei weitere Gräber nordöstlich von Niendorf I und ein weiteres südlich des Ortes.

## Beschreibung

### Grab 758

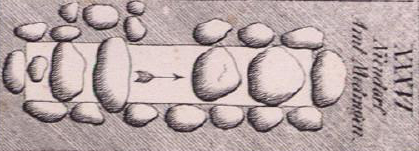
Grab 758 nach von Estorff

Diese Anlage besaß eine nordsüdlich orientierte Grabkammer mit einer Länge von 8 m und einer Breite von 2 m. Bei der Aufnahme durch von Estorff war das Grab noch relativ gut erhalten. Die sieben Wandsteinpaare der Langseiten und die Abschlusssteine der Schmalseiten scheinen noch vorhanden gewesen zu sein, allerdings standen einige Steine der Westseite schon nicht mehr in situ. Von den sieben Decksteinen fehlten bereits zwei oder drei. An der Westseite deuten einige Steine auf einen Gang hin. Die Anlage war demnach ein Ganggrab vom Typ Holsteiner Kammer.

### Grab 759

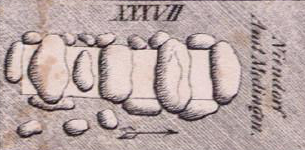
Grab 759 nach von Estorff

Auch dieses Grab war nord-südlich orientiert. Die Grabkammer hatte eine Länge von 6,5 m und eine Breite von 1,8 m. Von Estorff gab die beiden Abschlusssteine, vier Wandsteine an der östlichen Langseite, davon einer umgekippt, und sieben Wandsteine an der westlichen Langseite an. Auf diesen ruhten noch drei von ursprünglich vier Decksteinen. Sprockhoff nahm an, dass die westliche Langseite auch nur über vier Steine verfügte, die aber so tief in der Erde steckten, dass die Kuppen den Eindruck erweckten, es wären mehrere kleinere Wandsteine vorhanden.

### Grab 760

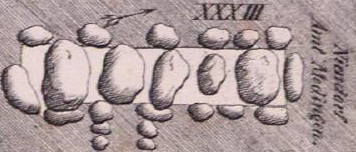
Grab 760 nach von Estorff

Die Grabkammer dieser Anlage war südwest-nordöstlich orientiert und hatte eine Länge von 10 m sowie eine Breite von 1,8 m. Sie besaß jeweils sechs Wandsteine an den Langseiten und je einen Abschlussstein an den Schmalseiten. Von Estorff konnte noch fünf Decksteine ausmachen. Etwas nach Südwesten verschoben befand sich an der südöstlichen Langseite ein aus zwei Wandsteinpaaren gebildeter Gang, den von Estorff als getreppt beschrieb. Es handelte sich somit um ein Ganggrab vom Typ Holsteiner Kammer.

### Grab nach 760
Dieses Grab war südwest-nordöstlich orientiert. Es war 6 m lang und 2 m breit. Die Kammer besaß jeweils drei Wandsteine an den Langseiten und einen Abschlussstein an den Schmalseiten. Von Estorff konnte noch einen Deckstein ausmachen. Nach Sprockhoff könnte dieses Grab identisch mit der unter der Nummer 756 geführten Anlage in Altenmedingen sein.

### Grab 761

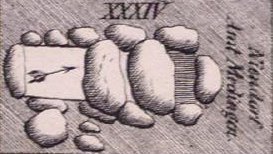
Grab 761 nach von Estorff

Auch diese Anlage war südwest-nordöstlich orientiert. Sie hatte eine Länge von 5 m und eine Breite von 1,8 m. Die Kammer besaß fünf Wandsteine an der nordwestlichen und vier an der südöstlichen Langseite sowie je einen Abschlussstein an den Schmalseiten. Nur zwei Decksteine waren noch vorhanden. Etwas nach Südwesten verschoben befand sich an der südöstlichen Langseite ein wohl aus zwei Wandsteinpaaren gebildeter Gang, von denen auf von Estorffs Abbildung der Deckstein und die nordöstlichen Wandsteine zu erkennen sind.

### Grab 762

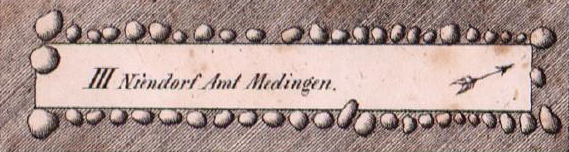
Grab 762 nach von Estorff

Die Anlage besaß eine südwest-nordöstlich orientierte Hügelschüttung mit einer Länge von 36 m und einer Breite von 5 m. Die steinerne Umfassung aus 51 Steinen war bei der Aufnahme durch von Estorff noch annähernd vollständig erhalten. Eine Grabkammer konnte er nicht ausmachen. Entweder war diese vollständig von Erdreich überdeckt oder es handelte sich bei der Anlage um ein kammerloses Hünenbett.

### Grab 763

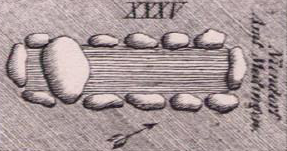
Grab 763 nach von Estorff

Dieses Grab war südwest-nordöstlich orientiert und hatte eine Länge von 7 m sowie eine Breite von 1,6 m. Es besaß fünf Wandsteinpaare an den Langseiten und jeweils einen Abschlussstein an den Schmalseiten. Nur noch ein Deckstein war vorhanden. Von Estorff konnte deutliche Spuren einer Raubgrabung ausmachen.

### Grab 764

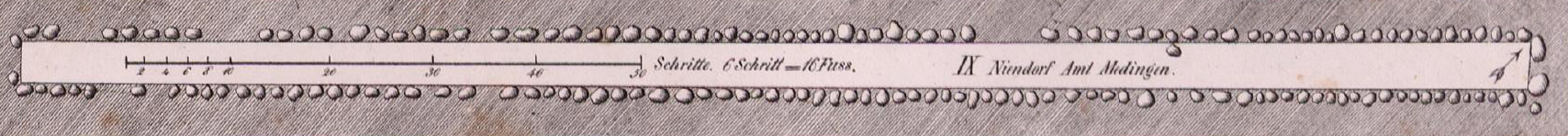
Grab 764 nach von Estorff

Diese Anlage war ebenfalls südwest-nordöstlich orientiert und besaß ein Hünenbett, welches mit einer Länge von 112 m und einer Breite zwischen 3,5 und 4 m das größte Grab der Gegend darstellt. Die Umfassung aus 166 Steinen war noch relativ vollständig erhalten. Von Estorff vermutete zwar eine Grabkammer, konnte aber keine ausmachen, sodass das Grab wahrscheinlich als kammerloses Hünenbett angesehen werden kann.

### Grab 765

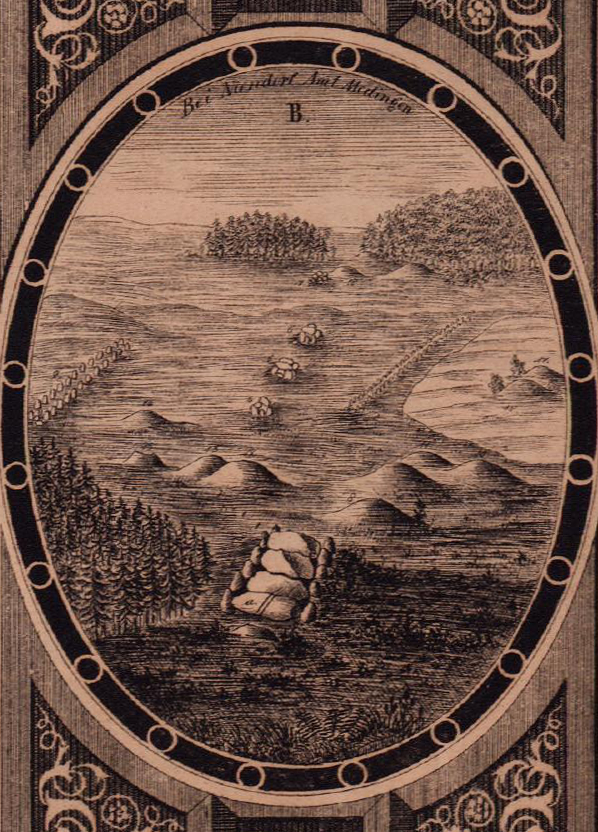
Panorama der Großsteingräber bei Niendorf I nach von Estorff, im Vordergrund Grab 765

Das Grab war nord-südlich orientiert und hatte eine Länge von 7 m und eine Breite von 2,2 m. Es besaß sechs Wandsteinpaare an den Langseiten und jeweils einen Abschlussstein an den Schmalseiten. Vier Decksteine waren ins Innere der Kammer bestürzt, von denen der südlichste Sägespuren aufwies. Ein fünfter Deckstein fehlte bereits.